# Loi du 15 décembre 1980 portant sur l'accès au territoire, le séjour, l'établissement et l'éloignement des étrangers
 (décembre 2020).
Lire en ligne

Moniteur Belge https://www.ilo.org/dyn/natlex/docs/ELECTRONIC/35769/83611/F1587164104/BEL-35769.pdf

La loi du 15 décembre 1980 portant sur l'accès au territoire, le séjour, l'établissement et l'éloignement des étrangers votée par le Parlement belge et entrée en vigueur le 1er juillet 1981. 

## Chapitre I - Contexte historique
Le 6 octobre 1830, il y a eu l’apparition de règlements applicables aux étrangers. Le rôle des autorités étaient de contrôler l’accès aux étrangers qui voulaient habiter en Belgique et sanctionner les étrangers qui n'avaient pas d'une part de ressources et d'autre part  une autorisation gouvernementale pour séjourner dans le pays.En 1835, un projet de loi est adopté, il autorisait l’expulsion des étrangers. Cette loi devait être temporaire cependant elle a été prolongée jusqu’en 1897
Après la Première Guerre mondiale, on a constaté une arrivée importante des étrangers en Belgique. Des modifications ont été apportées à la loi de 1897.  En 1930, on établit un moyen de contrôler l’immigration. L’arrêté du 15 décembre 1930 obligeait les étrangers à présenter un contrat de travail émanant d’un employeur belge. Ce contrat devait être approuvé par le ministre de l’Industrie, du Travail et de la prévoyance sociale.
En 1933, un arrêté modifie le régime du chômage involontaire. En 1936, il y a un arrêté royal du 31 mars qui « réglemente les autorisations d’embauche, le droit de séjour et de travail pour les ressortissants d’États qui n’ont pas conclu de conventions avec la Belgique. » 
Ensuite la loi du 28 mars 1952 apporte quelques modifications : chaque personne qui prétend avoir la nationalité belge doit elle-même en apporter la preuve. Elle autorise le ministre de la justice à expulser tout étranger qui n’a pas de permis d’établissement et qui est considéré comme étant dangereux pour le pays. 
La commission Rolin fût chargée de modifier la loi de 1952. Ces 3 objectifs étaient : 
- d' avoir des règles plus claires contenues dans un même texte accessible à tous.
- de rassembler dans le texte les règles spéciales applicables à des étrangers en raison de leurs qualités particulières.
- d' assurer une protection efficace des droits individuels[6].

Ces objectifs sont la raison de la loi du 15 décembre 1980 sur l’accès au territoire, le séjour, l’établissement et l’éloignement des étrangers et ses arrêtés d’exécutions.

## Chapitre II – Fiche d’identité de la loi du 15 décembre 1980
La loi sur l’accès au territoire, le séjour, l’établissement et l’éloignement des étrangers a été votée par le Parlement le 15 décembre 1980. Elle entre en vigueur le 1er juillet 1981. Cette loi donne des informations quant au statut des étrangers en Belgique. Toute personne est considérée comme étrangère si celle-ci ne possède pas la nationalité du pays dans lequel elle vit . 

## Chapitre III – Conditions d’accès au territoire belge
Les conditions d'accès et de refus au territoire sont exposées dans les articles 2 et 3 de la loi du 15 décembre 1980.
L’accès au territoire belge est en vertu de l’article 2 autorisé à l’étranger possédant : 
- Soit des documents requis en vertu d'un traité international, d'une loi ou d'un arrêté royal ;
- Soit d'un passeport valable ou d'un titre de voyage en tenant lieu, revêtu d'un visa ou d'une autorisation tenant lieu de visa, valable pour la Belgique, apposé par un représentant diplomatique ou consulaire belge ou par celui d'un État partie à une convention internationale relative au franchissement des frontières extérieures, liant la Belgique. »[8]

En principe, un visa ne peut pas être obtenu à la frontière. Avant d'arriver en Belgique, une demande doit être faite auprès d'un diplomate ou du consulat belge du pays d'origine.
L'accès au territoire belge est en vertu de l’article 3 refusé à l’étranger se trouvant dans les cas suivants : 
1. Il ne prouve pas qu’il dispose de moyens de subsistance suffisants pour couvrir son séjour et son retour dans son pays de provenance ;
2. Il ne peut pas prouver le but et les conditions du voyage ;
3. Il a été signalé aux fins de non-admission ou d'interdiction de séjour dans le système d'informations Schengen ou dans la Banque de données Nationales Général ;
4. Il constitue une menace pour la tranquillité publique, l'ordre public ou la sécurité nationale, ou menace les relations internationales belges ;
5. Il a été renvoyé ou expulsé de Belgique depuis moins de dix ans ;
6. Il fait l'objet d'une interdiction d'entrée qui n'a été ni levée ni suspendue ;
7. Il est atteint d'une maladie pouvant mettre en danger la santé publique[8]

## Chapitre IV – Autorisation de séjour
Section I – Court séjour de moins de 3 mois
Une autorisation de séjour provisoire suppose de la part de l’étranger certaines conditions tels qu’un permis de travail ou une carte professionnelle. L’étranger doit pouvoir subvenir à ses besoins et doit donc être détenteur de moyens nécessaires à la durée de son séjour .
Si l’étranger ne dispose pas des documents nécessaires (ex : l’étranger qui fuit son pays d’origine), il faut voir les modalités qui ont été déterminées par un arrêté royal  . La durée de séjour pour un étranger en Belgique est généralement de trois mois sauf si une date est fixée par le visa ou l’autorisation détenu par l’étranger .
Section II – Séjour de plus de 3 mois
Une autorisation de séjour de plus de trois mois doit obligatoirement être soumise au Ministre de la justice ou son délégué . Cette autorisation est demandée par l’étranger auprès du poste diplomatique belge de sa résidence ou compétent pour le lieu de son séjour à l’étranger . Néanmoins à la différence du court séjour, l’autorisation de séjour de plus de trois mois n’est valable seulement pour le territoire des autorités qui ont accordé cette autorisation.De plus, il existe certaines exceptions, certaines personnes peuvent être exemptées d’autorisation en vertu de liens familiaux, de règles particulières . Tout étranger à son arrivée en Belgique doit soumettre une demande d’inscription au registre des étrangers à l’administration communale du lieu de sa résidence .

## Chapitre V – Autorisation d’établissement
Section I – Conditions
Les conditions d’autorisation d’établissement est attribué par les articles 14 à 17 de la dite loi. L’autorisation d’établissement est accordée à l’étranger qui :
- Est autorisé au séjour à durée illimitée
- Prouve son identité ou présente un passeport national valable
- Ne constitue pas un danger pour l’ordre public et la sécurité nationale

et, se trouve dans les situations suivantes : 
- Justifiant un séjour régulier et ininterrompu de cinq ans en Belgique.
- Possédant un membre de la famille, conjoint ou partenaire, enfants célibataires de moins de 18 ans, enfants handicapés majeurs, ascendants d’un MENA (Mineur Étranger Non Accompagné) réfugié, établi en Belgique ou cohabitant avec leurs conjoints ou leurs partenaires.

Section II – En cas d’absence et de retour de l’étranger
Lorsque l’autorisation est attribuée sa durée est illimitée si l’étranger ne sort pas du territoire plus d’un an.  
En vertu de l’article 19 de la loi du 15 décembre 1980, l’autorisation d’établissement se perd après un an d’absence de l’étranger sur le territoire, « sauf cas de force majeure, l’étranger perd son droit de retour s’il demeure plus d’un an en dehors du Royaume »

## Chapitre VI - L'éloignement des étrangers
Il y a deux motifs d’éloignement qui sont cités aux articles 20,21 et 22 de la loi du 15 décembre 1980 : 
- Motif de renvoi : lorsqu’un étranger « non établi », porte atteinte soit à l’ordre public ou soit à la sécurité nationale du pays ou encore n’a pas respecté les conditions de son séjour, le ministre de la justice peut en conséquence renvoyer celui-ci de la Belgique. Ce renvoi ne peut être fait qu’au moment où l’étranger a été entendu et que la Commission consultative des étrangers a donné son avis[18].
- Motif d’expulsion : Dans le cas de l'étranger « établi », celui-ci peut être expulsé que s’il porte gravement atteinte à l’ordre public ou à la sécurité nationale. Le fait non-respect de ses conditions de séjour ne peut être utilisé comme motif d’éloignement du territoire. Cette expulsion se fera qu’après que la Commission consultative des étrangers ait donné son avis[18].

Désormais, pour renvoyer ou expulser, on doit regarder que le comportement personnel et non plus s’appuyer sur des motifs tels que l’exercice des libertés de réunion, de manifestation ou encore d’association. Néanmoins, tout arrêté doit être motivé et notifié. 
En ce qui concerne le délai d’exécution, il est de 15 jours maximum pour l’étranger renvoyé et d’un mois maximum pour l’étranger expulsé sauf s’il y a des circonstances graves alors il est écourté à 8 jours. 
Dorénavant, « les arrêtés de renvoi ou d’expulsion comportent l’interdiction d’entrer dans le royaume pendant une durée de 10 ans à moins qu’ils ne soient suspendus ou reportés ». 

## Chapitre VII – Les instances intervenantes
Le Conseil du contentieux des étrangers est la nouvelle juridiction administrative, instituée par la loi du 15 septembre 2006, réformant le Conseil d’État et créant un Conseil du contentieux des étrangers ; ce dernier exerce ses compétences depuis le 1er juin 2007
En vertu de la dite loi, le Conseil du contentieux des étrangers est le seul compétent « pour connaître des recours introduits à l’encontre de décisions individuelles prises en application des lois sur l’accès au territoire, le séjour, l’établissement et l’éloignement des étrangers » selon l’article 39/1 de la loi du 15 décembre 1980. 

## Chapitre VIII – Les réformes du droit des étrangers
- La loi du 15 décembre 2006 modifie la loi du 15 décembre 1980 sur l'accès au territoire, le séjour, l'établissement et l'éloignement des étrangers[24].
- L'article 8 de la loi du 15 septembre 2006 réforme le Conseil d'État crée un Conseil du Contentieux des étrangers[25].